# Sommer-Paralympics 2024/Teilnehmer (Oman)
| stlisierte Goldmedaille | stlisierte Silbermedaille | stlisierte Bronzemedaille |
| ----------------------- | ------------------------- | ------------------------- |
| —                       | —                         | —                         |

Oman entsandte eine Athletin und einen Athleten zu den Paralympischen Sommerspielen 2024 in Paris. Als Fahnenträger bei der Eröffnungsfeier wurden Sara Al Anburi und Mohammed Al Mashaykhi ausgewählt.

## Teilnehmer nach Sportart

### Leichtathletik
| Athleten              | Klassifizierung | Wettbewerb(e) | Zeit/Weite | Rang |
| --------------------- | --------------- | ------------- | ---------- | ---- |
| Frauen                |                 |               |            |      |
| Sara Al Anburi        | F40             | Kugelstoßen   |            |      |
| Männer                |                 |               |            |      |
| Mohammed Al Mashaykhi | F32             | Kugelstoßen   |            |      |